# Coups de sang
Pour plus de détails, voir Fiche technique et Distribution.
Coups de sang est un téléfilm français écrit par Nicolas Kieffer, réalisé par Christian Bonnet et diffusé pour la première fois, en France, le 3 décembre 2021 sur France 2.

## Synopsis
Justine Delgado, 20 ans, est retrouvée assassinée sur les bords du lac de Thurins alors que Ryan Kowalsky, considéré comme son petit-ami, est arrêté, hagard, sur le quai d’une gare proche. Le père de Justine, François Delgado, officier de police à Lyon, apprend la nouvelle alors qu’il est en intervention pour persuader sa mère de mettre fin à son action militante auprès de sans-logis. François a depuis longtemps de l’antipathie pour Ryan, ami de Justine depuis l’enfance et voit tout de suite en lui le coupable. Sa mère est persuadée que Ryan, fils de sa meilleure amie, n’est pas l’assassin. Chacun cherche des informations qui étaieraient leurs certitudes. François, bien que débarqué de l’enquête, suit les investigations policières avec les informations que lui donne en sous-main Serge Lantier, son collègue. François compte aussi sur son ancien patron au SRPJ, Bernard Duquesne, mais il s’apercevra vite que celui-ci cherche plutôt à étouffer cette histoire qui nuit à son business de vigiles-sécurité auprès de Fauconnier, un des notables de la ville. De son côté Mireille, la mère, engage une avocate pour défendre Ryan et elle rencontre les amies et colocataires de Justine. Père et grand-mère découvrent avec stupeur que Justine fréquentait le fils Fauconnier et sa petite bande bourgeoise et participait à leurs parties fines. Justine était enceinte de huit semaines mais les deux jeunes soupçonnés, Ryan et Aymeric, sont mis hors de cause par l’analyse ADN. François et sa mère perdent alors toutes leurs certitudes sur un présumé coupable, le mobile du crime restant insaisissable. Ryan apprendra aux policiers sa participation aux soirées en tant que disc-jockey pour rester auprès de Justine et la protéger car il l’aime. Il s’accusera du crime mais les policiers ne le croient pas et le forcent à avouer qu’Aymeric s’est amusé à le violer devant ses copains et aussi Justine. Justine l’avait poussé à porter plainte mais il s’y était refusé. La grand-mère comprend alors pourquoi Justine, qu’elle ne voyait plus depuis des années, voulait la rencontrer, et ce rendez-vous manqué lourd de conséquences. François, hors de lui, obtient d’Aymeric en le menaçant d’un pistolet sur la tempe, des confessions, notamment que Serge Lantier, jusqu’alors le gentil collègue, travaillait en extra pour la société de Duquesne en « régulant » les soirées du fils Fauconnier et couchait avec Justine. Il l’avait mise enceinte. Justine le faisait chanter, voulant obtenir de lui 30 000 € pour partir loin. Si l’information avait été diffusée, cela aurait nuit à toute sa vie, professionnelle et maritale. Serge Lantier avoue alors avoir tramé son assassinat en fournissant à l’enquête, en la personne de Ryan, un coupable idéal. François et sa mère retrouveront une compréhension mutuelle à la fin de cette épreuve.

## Fiche technique
- Réalisation : Christian Bonnet
- Scénario : Nicolas Kieffer
- Production : France Télévisions, Les Gens, RTBF
- Producteurs : Pierre Eid
- Son – musique originale : Frédéric Porte
- Pays d'origine :  France
- Langue originale : français
- Genre : policier
- Durée : 105 minutes
- Date de diffusion 
  -  France : 3 décembre 2021 sur France 2

## Distribution
- Michèle Bernier : Mireille Delgado
- David Kammenos : François Delgado, fils de Mireille
- Sophie Mounicot : Chantal Kowalsky
- Murielle Huet des Aunay : Patricia Delgado, l’épouse de François
- Alexandra Roth : Karine Allessandri, capitaine de police
- Maël Cordier : Ryan Kowalsky
- Mathias Mlekuz : Serge Lantier, officier de police
- Laurence Joseph : Clémence Diallo, avocate de Ryan
- Franck Adrien : Michel Saulnier
- Olivier Saladin : Jean-Jacques, le copain militant de Mireille
- Thierry Hancisse : Bernard Duquesne, ex-patron du SRPJ
- Xavier Widhoff : Aymeric Fauconnier
- Esther Gaumont : Lydie
- Mathilde Dhondt : Cindy
- Thomas Poulard : le juge d’instruction
- Louka Petit-Taborelli : flic en civil
- Mathilde Cerf : Johanna
- Maxime Jullia : petit costaud
- Anne Comte : Marie Lantier
- Alexia Chazelle : Justine Delgado
- Anton Mardones : Elias Delgado, fils de François

## Audience
- France : 4,984 millions de téléspectateurs (1re diffusion France 2, 3 décembre 2021) (24,2 % de part d'audience)[1]

## Tournage
Le tournage s'est déroulé à Lyon et dans les environs (lac de barrage de Thurins) en février 2021 .